# アントワーヌ・ベスティエ
アントワーヌ・ベスティエ（Antoine Vestier、1740年4月27日 - 1824年12月24日）はフランスの画家である。肖像画、装飾画を描いた。

## 略歴
アヴァロンの商人の家に生まれた。若い頃から絵の才能を示し、シャテリュクス伯爵(comtes de Chastellux)に注目されて、伯爵の支援を受けて、パリに移り、王立絵画彫刻アカデミーの教授、ジャン＝バティスト＝マリー・ピエールの学生となった。エナメル画を得意とするレヴェラン(Antoine Reverend)からエナメル画の技法を学び、1764年にレヴェランの娘と結婚した。1766年にイギリスに旅した。
1885年に王立絵画彫刻アカデミーの会員の候補に選ばれ、ガブリエル＝フランソワ・ドワイアンとニコラ＝ギー・ブリュネ(Nicolas-Guy Brenet)の肖像画をアカデミーに提出して、1786年に王立絵画彫刻アカデミーの会員になった。アカデミーの会員としてフランス革命が起こる前は、ルーブル宮殿に部屋が与えられて活動した。
多くの肖像画を描き、モデルになった著名な人物には、音楽家のフランソワ＝ジョセフ・ゴセックやマリー・アントワネットの家具を制作したジャン・アンリ・リーゼナー(Jean Henri Riesener)らがいた。
息子のニコラ・ジャック・アントワーヌ・ベスティエ(Nicolas Jacques Antoine Vestier: 1773–1846)は建築家になった。娘のマリー・ニコル・ベスティエ(Marie-Nicole Vestier: 1767–1846) は画家になり、画家のフランソワ・デュモンと結婚した。

## 作品

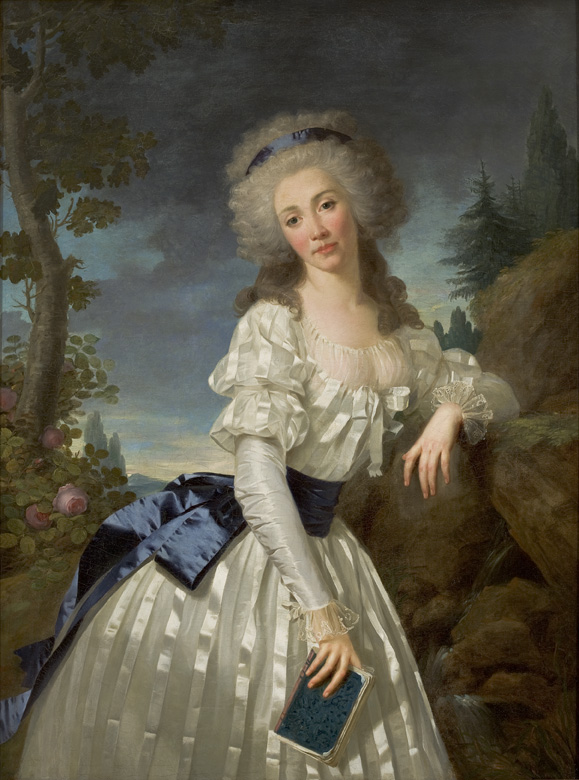
本を持つ女性
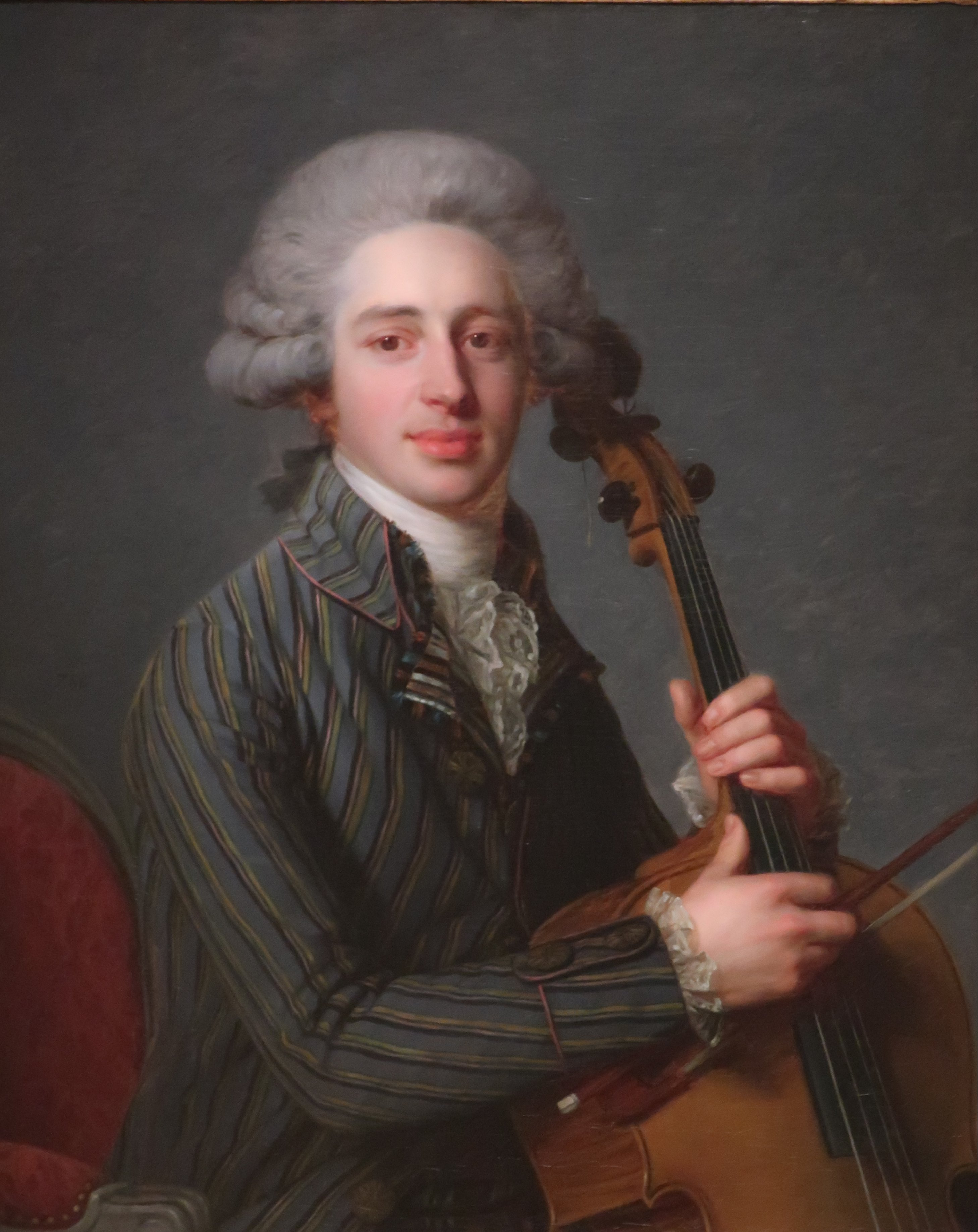
チェリスト
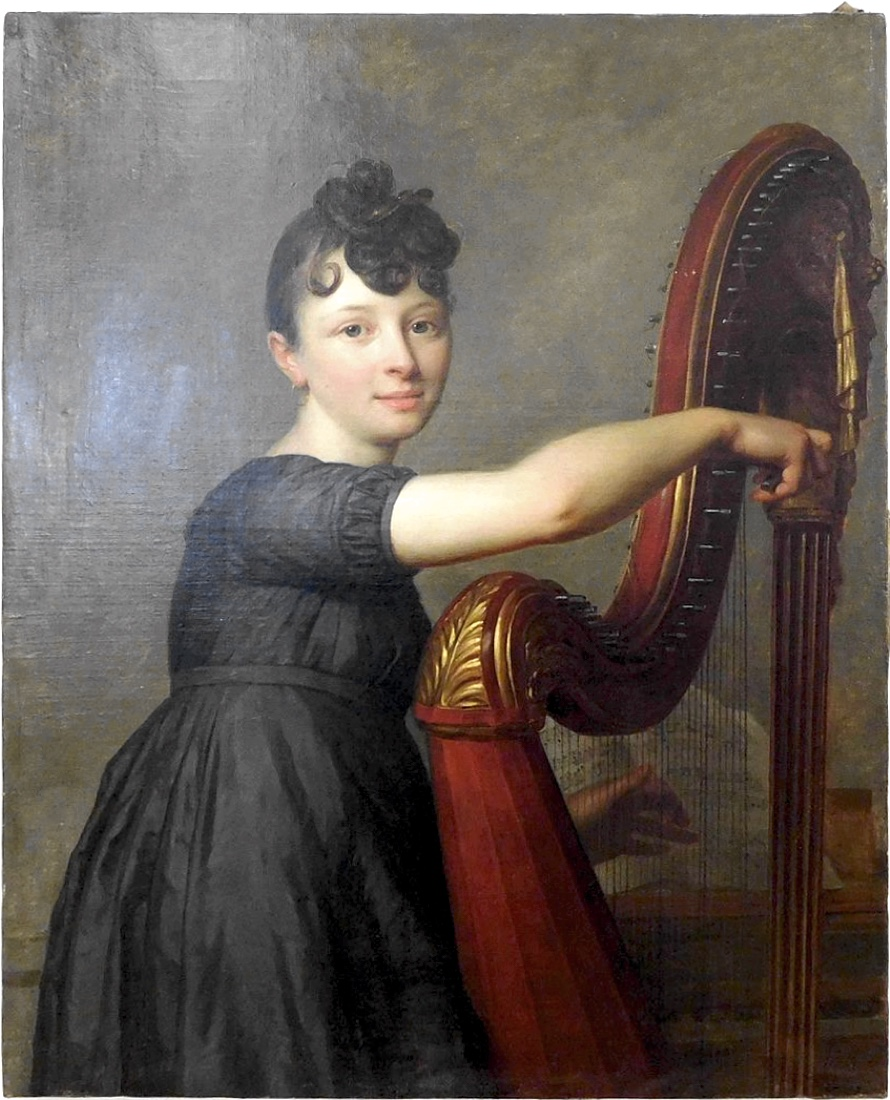
Portrait de Mademoiselle Larmoyer en harpiste
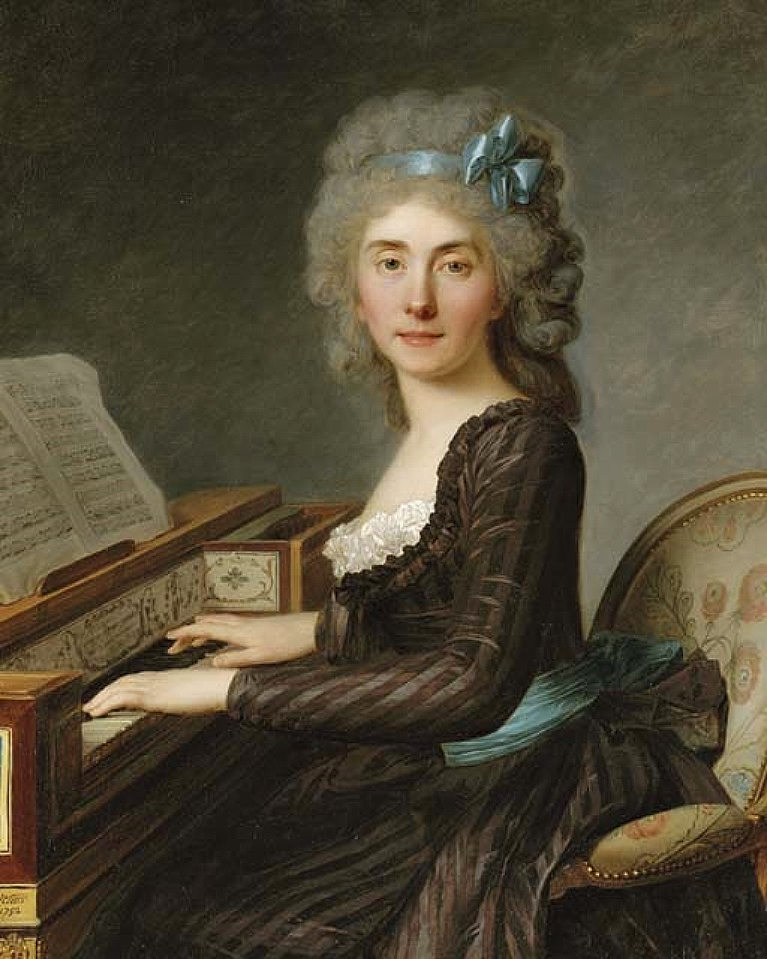